# بال‌شیشه‌واران
بال‌شیشه‌واران (نام علمی: Sesioidea) نام یک بالاخانواده از زیرراسته دوروزنه‌ای است.